# St. Adolfus (Düsseldorf-Pempelfort)

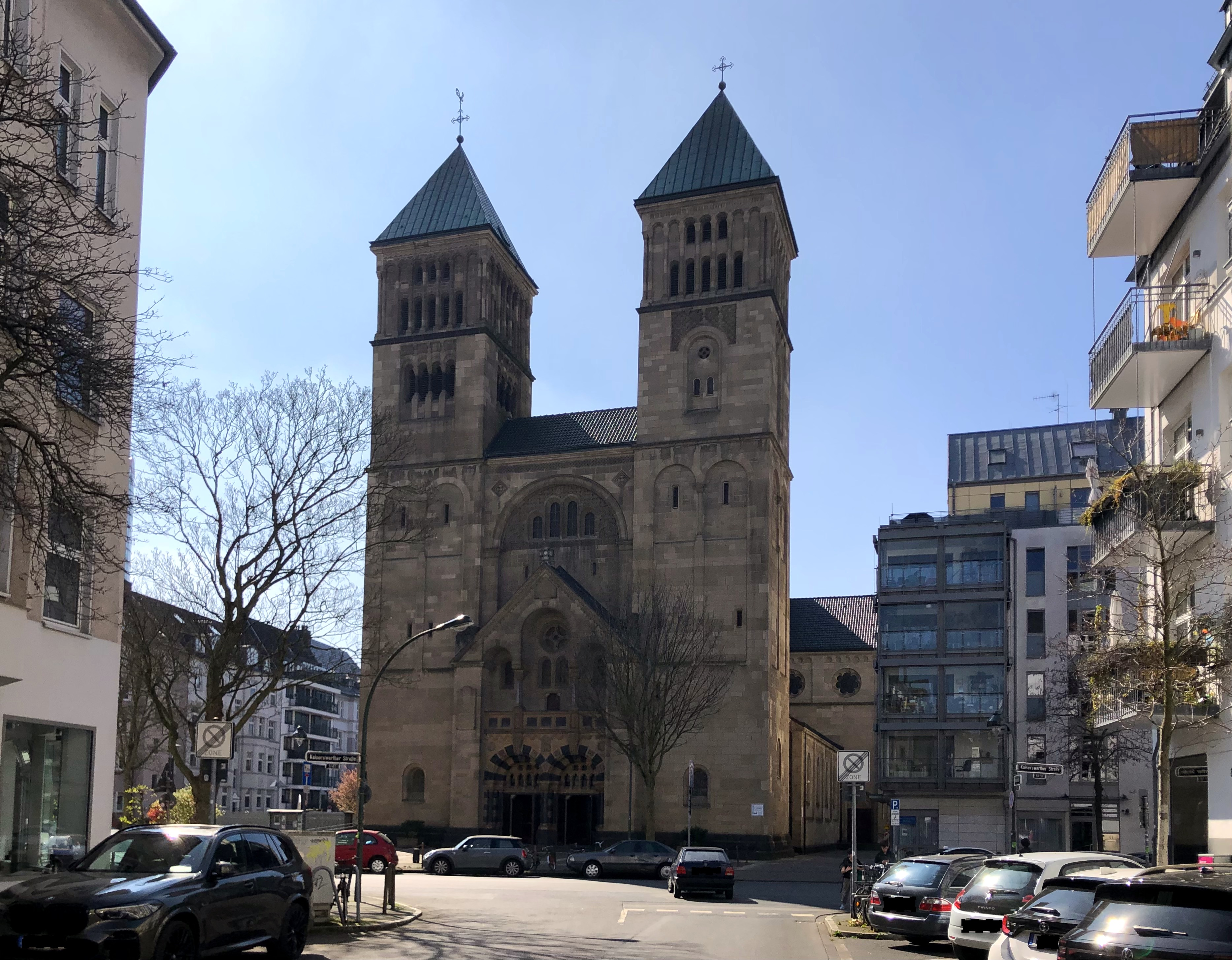
St.-Adolfus-Kirche (2025)

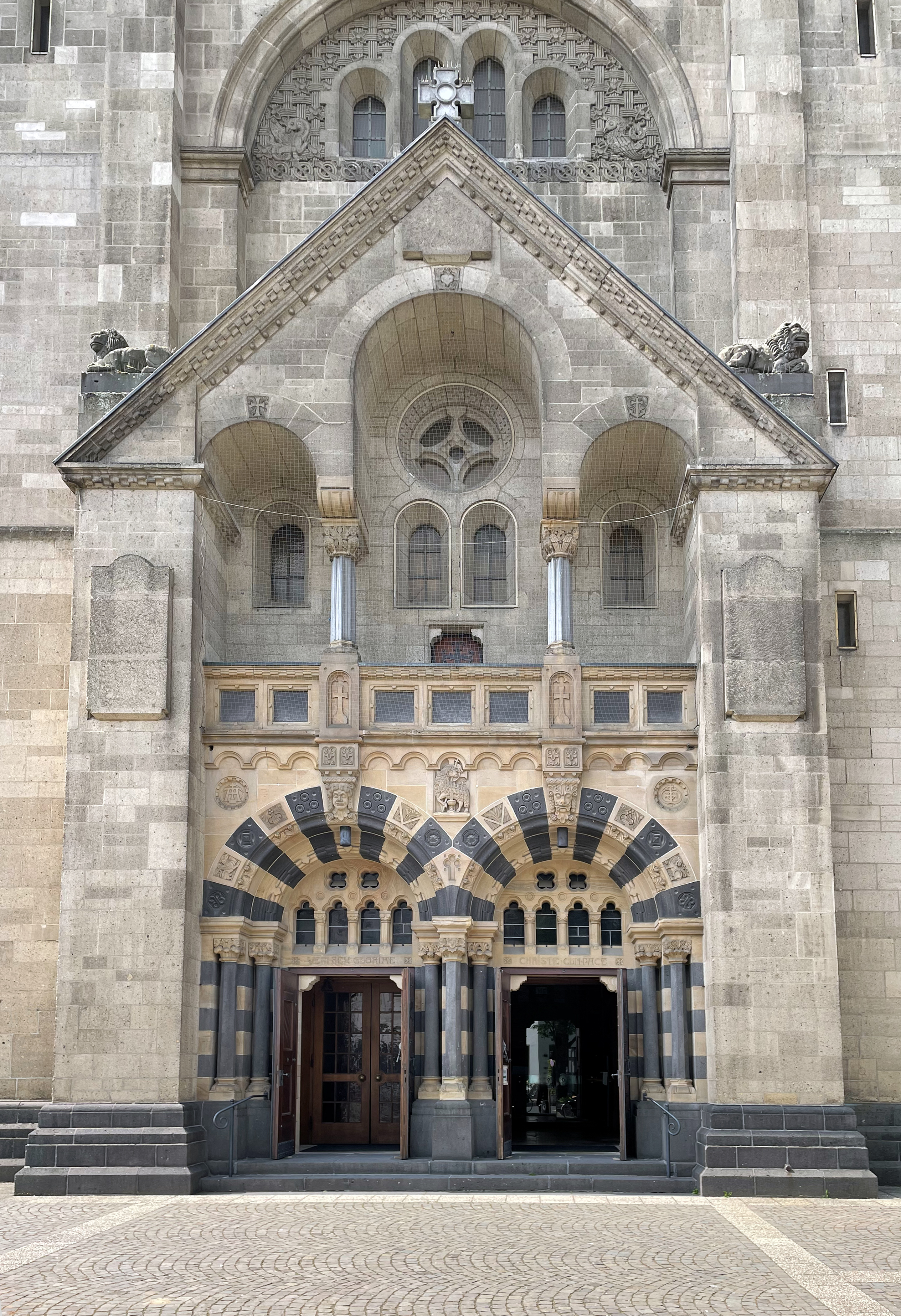
Kirchenportal (2022)

Die katholische Kirche St. Adolfus steht in Düsseldorf-Pempelfort, Kaiserswerther Straße 60. Die an der Südseite der Kirche verlaufende Cordobastraße ist ein Hinweis darauf, dass die Kirche dem spanischen Märtyrer St. Adolphus geweiht ist, den – Schilderungen des Priesters Eulogius zufolge – der Emir von Córdoba im 9. Jahrhundert hinrichten ließ.
St. Adolfus folgt dem neoromanischen Stil. Die Kirche hat zwei Türme und ist als Basilika ausgelegt. Die Turmfassade, deren Aufbau starke Ähnlichkeit zur Turmfassade der Kirche St. Heribert in Köln-Deutz aufweist, bildet den Blickpunkt der Pfalzstraße.

## Geschichte

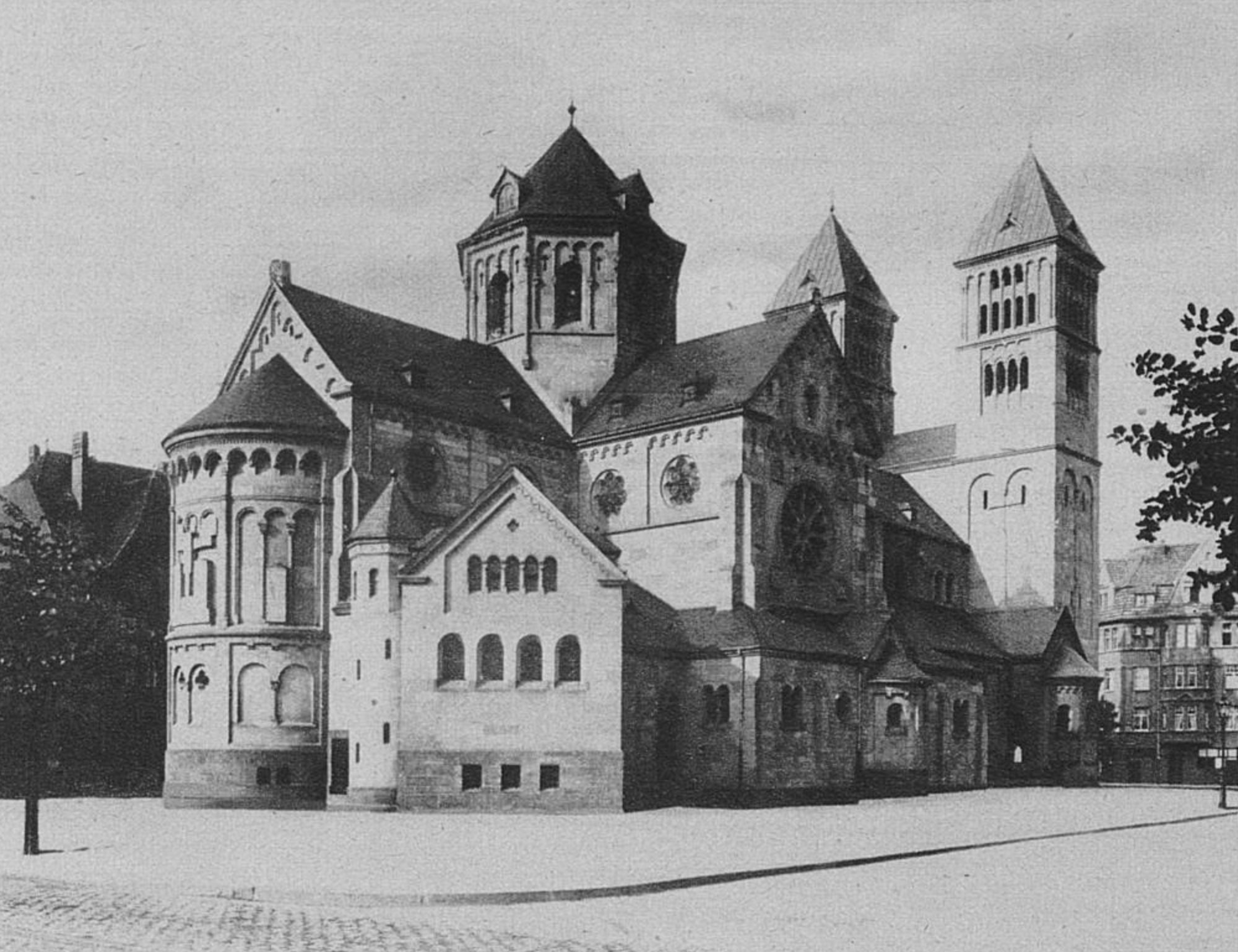
Vollendete Adolfus-Kirche von der Fischerstraße aus gesehen (1914)

St. Adolfus wurde vom Architekten Caspar Clemens Pickel 1898 entworfen. Aus Geldmangel wurde zunächst nur der Mittelteil bis zur Vierung ohne Türme erbaut. 1903 wurde die Kirche eingesegnet, 1904 wurde St. Adolfus zur eigenen Pfarrei. Der vollständige Ausbau der Kirche erfolgte in den Jahren 1911 bis 1913. In eklektizistischer Manier zeigen die Türme auch maurische Architekturelemente und Dekors. Sie knüpfen damit insbesondere an Gestaltungselemente der Mezquita de Córdoba an. Die Glocken wurden 1942 beschlagnahmt. Bei Bombenangriffen 1943 wurde die Kirche schwer, 1944 dann fast vollständig zerstört. Im November 1945 wurde eine Notbaracke als Ersatzkirche eingeweiht.
Der Wiederaufbau der Kirche begann 1947. Bereits 1949 konnte in einem fertiggestellten Teil wieder die Messe gelesen werden, im selben Jahr kehrte das nicht eingeschmolzene Geläut zurück. 1951 schließlich wurde die Kirche erneut fertiggestellt. Das Christus-Mosaik über dem Hauptaltar (1955) und die neuen Kirchenfenster (1956) stammen von Richard Seewald. Eine umfassende Renovierung begann 1975 und kam 2005 endgültig zum Abschluss. Die Kirchengemeinde Sankt Adolfus ist seit 2013 Teil der Kirchengemeinde Heilige Dreifaltigkeit.

2025
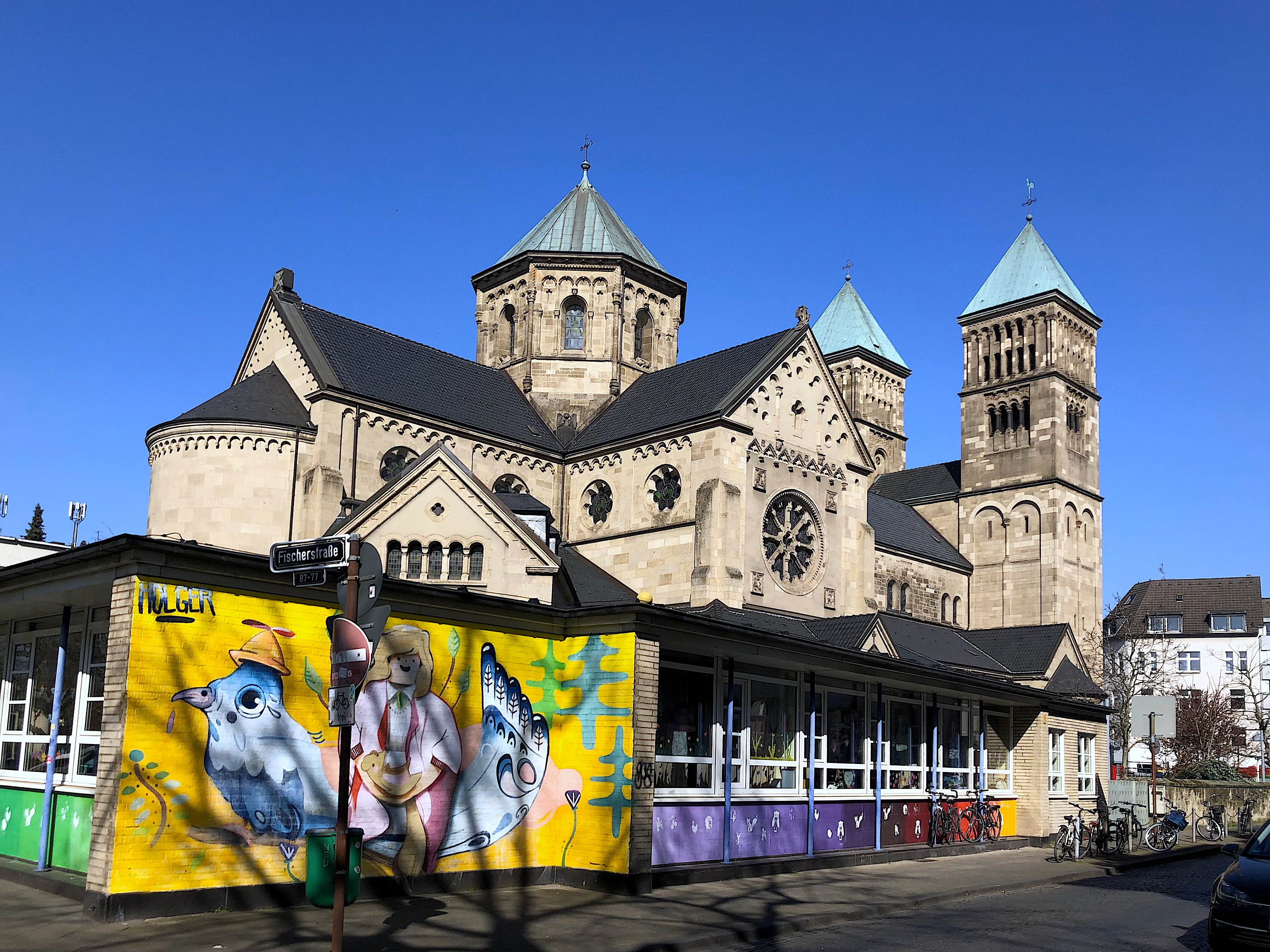
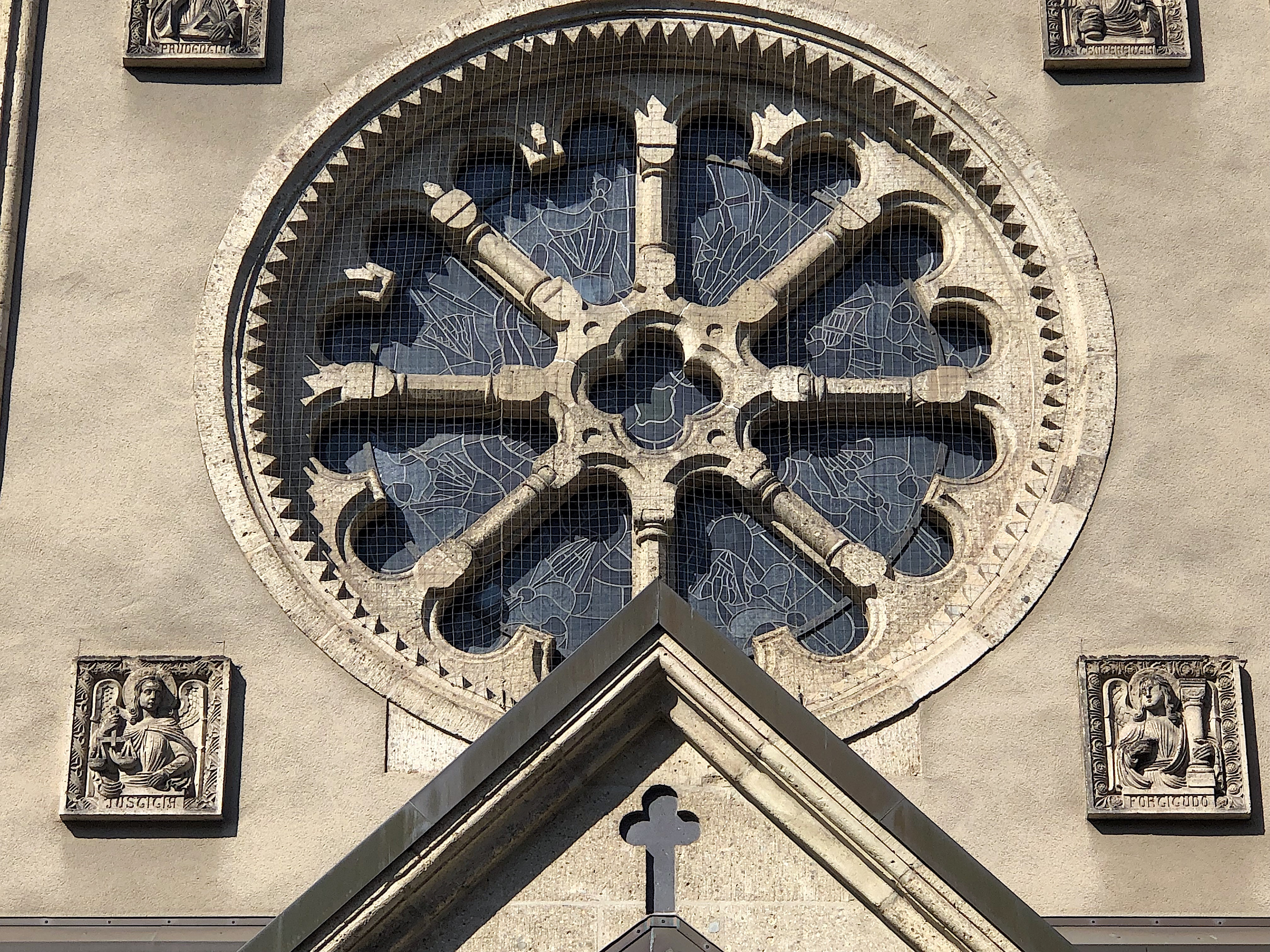
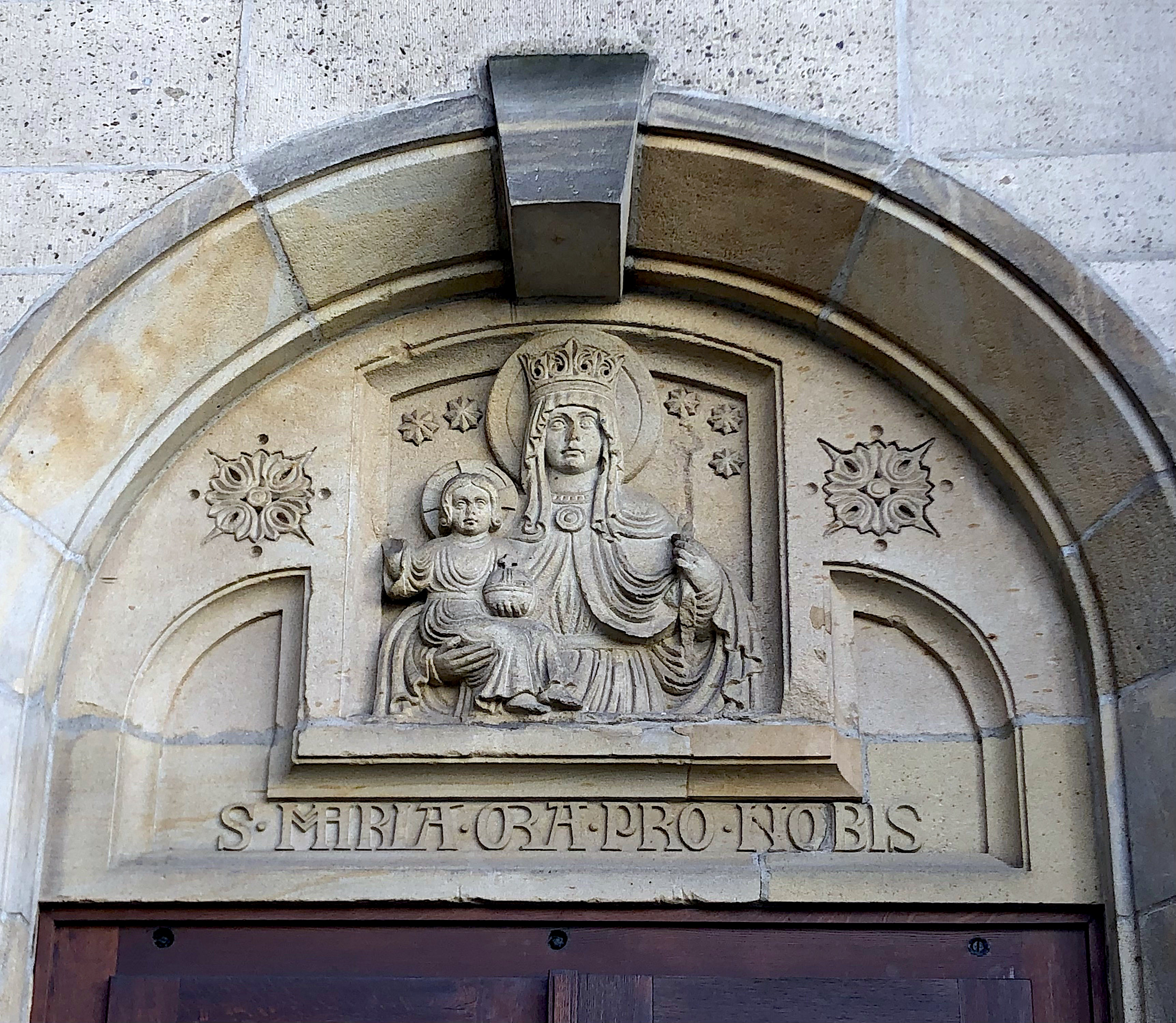
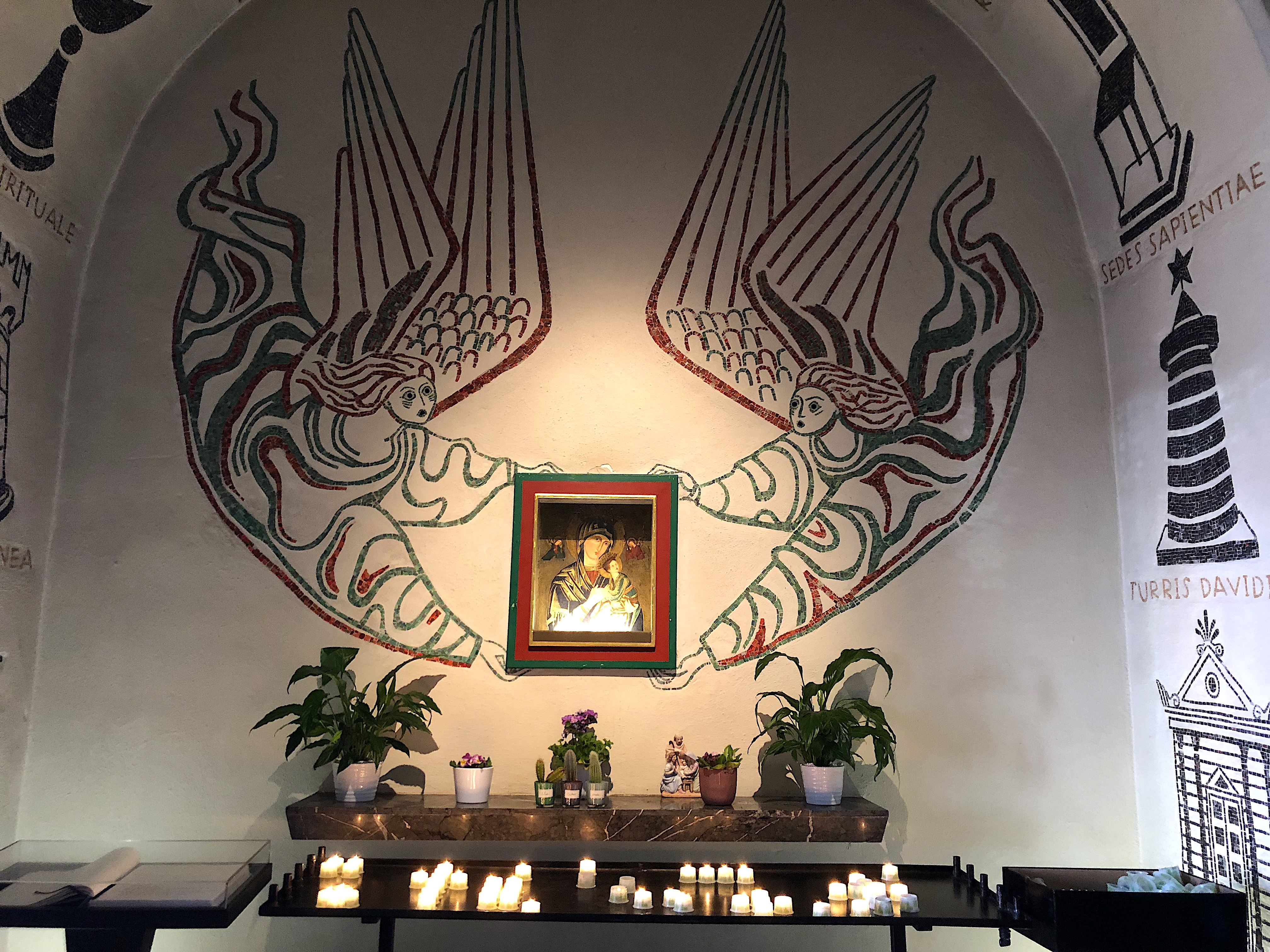

## Orgel
Die Orgel wurde 1952 von der Orgelbaufirma Romanus Seifert & Sohn erbaut. Das Kegelladen-Instrument hat 46 Register auf drei Manualen und Pedal. Die Spiel- und Registertrakturen sind elektrisch.
| I Hauptwerk C– |       |
| Quintadena     | 16′   |
| Principal      | 8′    |
| Gemshorn       | 8′    |
| Flöte          | 8′    |
| Oktave         | 4′    |
| Rohrflöte      | 4′    |
| Superoktave    | 2′    |
| Hohlflöte      | 2′    |
| Rauschpfeife   | 2 ⁄3′ |
| Mixtur V       | 2′    |
| Trompete       | 16′   |
| Kupfertrompete | 8′    |
| Clairon        | 4′    |

| II Rückpositiv C– |        |
| Rohrgedackt       | 8′     |
| Weidenpfeife      | 8′     |
| Principal         | 4′     |
| Hornprinzipal     | 4′     |
| Nasard            | 2 ⁄3′  |
| Kleinprinzipal    | 2′     |
| Terz              | 1 3⁄5′ |
| Scharf IV         | 1′     |
| Krummhorn         | 8′     |
| Tremulant         |        |

| III Schwellwerk C– |       |
| Prinzipal          | 8′    |
| Lieblich Gedackt   | 8′    |
| Violflöte          | 8′    |
| Flötenschwebung    | 8′    |
| Nachthorn          | 4′    |
| Quintatön          | 4′    |
| Blockflöte         | 2′    |
| Principal          | 1′    |
| Mixtur V           | 1 ⁄3′ |
| Dulcian            | 16′   |
| Schalmei-Oboe      | 8′    |
| Kropftrompete      | 4′    |
| Tremulant          |       |

| Pedal C–      |         |
| Principalbass | 16′     |
| Quintbass     | 10 2⁄3′ |
| Subbass       | 16′     |
| Zartbass      | 16′     |
| Octavbass     | 8′      |
| Bassflöte     | 8′      |
| Choralbass    | 4′      |
| Oktave        | 2′      |
| Hintersatz V  | 2 ⁄3′   |
| Posaune       | 16′     |
| Basstrompete  | 8′      |
| Trompete      | 4′      |

- Koppeln: II/I, III/I, III/II, I/P, II/P, III/P

## Glocken
Im Jahr 1913, kurz vor Beginn des Ersten Weltkrieges lieferte die Glockengießerei Otto aus Bremen-Hemelingen ein sechsstimmiges Geläute aus Bronze mit einem Gewicht von fast 12 Tonnen für die Kirche St. Adolfus in Düsseldorf-Pempelfort. Die Glocken haben die Beschlagnahmen beider Weltkriege unbeschadet überstanden. Es ist das größte Otto-Geläute aus der Zeit vor dem Ersten Weltkrieg, das in der Erzdiözese Köln noch erhalten ist.
| Glocke | Name      | Durchmesser | Gewicht | Schlagton | Inschrift                                                                                |
| ------ | --------- | ----------- | ------- | --------- | ---------------------------------------------------------------------------------------- |
| I      | Adolfus   | 1910 mm     | 4600 kg | a°        | LOB, RUHM, PREIS UND EHRE SEI DIR, CHRISTUS, DEM ERLÖSER                                 |
| II     | Georg     | 1610 mm     | 2650 kg | c′        | HEUTE, WENN IHR GOTTES STIMME HÖRT, VERHÄRTET EURE HERZEN NICHT                          |
| III    | Josef     | 1432 mm     | 1850 kg | d′        | GEHET ZU JOSEF, UND WAS ER EUCH SAGT, DAS TUET                                           |
| IV     | Maria     | 1270 mm     | 1300 kg | e′        | ZEIGE, DASS DU MUTTER BIST, DURCH DICH NEHME DER HERR UNSERE BITTE ENTGEGEN              |
| V      | Helena    | 1070 mm     | 0800 kg | g′        | LASSET UNS GOTT UNSEREN HERRN PREISEN, INDEM WIR DEM BEISPIEL DER HEILIGEN HELENA FOLGEN |
| VI     | Elisabeth | 0960 mm     | 0600 kg | a′        | IHRE HAND REICHTE SIE DEM NOTDÜRFTIGEN UND IHRE RECHTE DEM ARMEN                         |

Das Läutemotiv ist Doppeltes Te Deum.